# Martin Ludwig Hansal

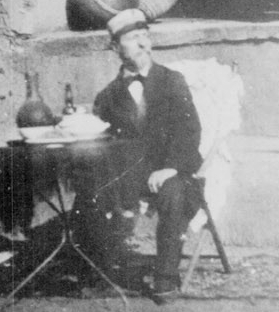
Hansal 1881 oder 1882 in Khartum

Martin Ludwig Hansal (* 27. Oktober 1823 Groß-Tajax, Mähren; † 26. Januar 1885 in Khartum, Sudan) war ein österreichischer Afrikareisender und Konsul. 

## Leben
Hansal arbeitete zunächst in Wien als Hauptschullehrer. 1853 ging er als Sekretär von Ignaz Knoblecher an die katholische Mission in Khartum und wurde 1857 Lehrer an der Missionsschule in Gondokoro. 1857 kehrte er nach Wien zurück und schloss sich 1861 der Expedition von Theodor von Heuglin ins obere Nilgebiet an, musste aus Gesundheitsgründen aber bald nach Khartum umkehren. 1871 wurde er Honorarkonsul in Khartum sowie österreichischer Vizekonsul. 1874 gelangte er mit Ernst Marno bis nach Lado. Er wurde während des Mahdi-Aufstandes bei der Erstürmung von Khartum getötet.

## Veröffentlichungen
- Neueste Briefe aus Chartum in Central-Afrika, geschrieben von Martin Hansal, gewesenem Lehrer an der Pfarrhauptschule zu Maria Geburt am Rennwege in Wien, derzeit Lehrer der Negerjugend und Sekretär des hochwürdigen Herrn Pro-Vikars Dr. Knoblecher, Chefs der katholischen Mission für Mittel-Afrika zu Chartum, an seinen Freund Franz Xaver Imhof, Lehrer an der Pfarrhauptschule zu Maria Geburts am Rennwege in Wien. Herausgegeben von Letzterem. Wallishausser, Wien 1855 (Digitalisat).
- Fortsetzung der neuesten Briefe aus Chartum in Central-Afrika, geschrieben von ... an seinen Freund Franz Xaver Imhof. Herausgegeben von Letzterem. Wallishausser, Wien 1856 (Digitalisat).
  - Neuausgabe Hansal's Briefe aus Chartum (= Sammlung von Afrika-Reisebeschreibungen österreichischer Forschungsreisender Bd. 1). Baden 2001, ISBN 978-3-9501302-0-1.
- Vom oberen Nil (Schreiben des k.u.k. österr.-ungarrischen Consuls, Herrn M. L. Hansal datiert Chartum, Ende März 1875). In: Mittheilungen der k.k. Geographischen Gesellschaft in Wien 18, 1875.
- Nachrichten aus dem äquatorialen Africa. Nach einem Schreiben des öst. ung. Consuls Hansal an Se. Excellenz Baron v. Hoffmann, dto. Chartum 16. October 1875. In: Mittheilungen der Geographischen Gesellschaft in Wien 18, 1875, S. 540–545.
- Die Bari-Neger (Mittheilung des k.u.k. österr.-ungarischen Consuls, Herrn Hansal, in Chartum, datiert 12. Jänner 1876). In: Mittheilungen der k.k. Geographischen Gesellschaft in Wien 19, 1876.
- Aus dem egyptischen Sudan. In: Mittheilungen der k.k. Geographischen Gesellschaft in Wien 23, 1880, S. 133–135.
- Aus Afrika. In: Mittheilungen der k.k. Geographischen Gesellschaft in Wien 23, 1880, S. 232–234 und 473.
- Aus dem Sudan. In: Mittheilungen der k.k. Geographischen Gesellschaft in Wien 23, 1881, S. 87–91.
- Schreiben von Dr. Emin Bey über seine Reise von Gondokoro nach Obbo. In: Mittheilungen der k.k. Geographischen Gesellschaft in Wien 25, 1882, S. 181–190.